# Imbrasia oyemensis
Imbrasia oyemensis är en fjärilsart som beskrevs av Pierre Claude Rougeot 1955. Imbrasia oyemensis ingår i släktet Imbrasia och familjen påfågelsspinnare. Inga underarter finns listade i Catalogue of Life.